# New Durham (New Hampshire)
Pour les articles homonymes, voir Durham.
New Durham est une municipalité américaine située dans le comté de Strafford au New Hampshire. Selon le recensement de 2010, sa population est de 2 638 habitants.

## Géographie
La municipalité s'étend sur 44,15 milles carrés (114,35 km2), dont 2,64 milles carrés (6,84 km2) d'étendues d'eau.

## Histoire
La localité est fondée en 1749 par des colons originaires de Durham. Elle devient une municipalité sous son nom actuel en 1762.